# ジダン 神が愛した男
『ジダン 神が愛した男』（原題:Zidane, un portrait du XXIe siècle、英題:Zidane: A 21st Century Portrait）は、2006年7月15日公開のフランス映画。ジネディーヌ・ジダンがレアル・マドリードで活躍する姿を、実際の公式戦の試合で撮影したドキュメンタリー映画。

## あらすじ
2005年4月23日に開催されたスペインリーグ、（リーガ・エスパニョーラ）レアル・マドリード対ビジャレアル戦のリーグ戦90分をレアルマドリード全面協力の上で撮影、サッカー界のスター、ジネディーヌ・ジダンがスペインリーグで繰り広げる熱戦・華麗なるプレーの数々を、高解像度カメラ17台のカメラを駆使してピッチ上の視点で撮影し、ピッチの上で躍動するジダンの試合中の肉声もリアルに伝える、ドキュメンタリータッチの映画。ベッカムやロナウドらチームメイトも出演する。
2006年開催の第59回カンヌ国際映画祭で招待上映された。

## ロケ地
- エスタディオ・サンティアゴ・ベルナベウ - レアルマドリードのサッカースタジアム・ホームタウン。

## その他エピソード
- 2006年ドイツワールドカップ決勝戦にて、ジダンは頭突き事件で退場してしまうが、この「ジダン 神が愛した男」でもレッドカード退場するシーンが各マスコミで大きく報じられ、当初ドキュメンタリー映画でそれ程注目されなかったが、ジダン頭突き報道の影響でサッカーファン以外の客層も取り込む予想外の人気となった。
- 日本の配給元のシネカノンでは、有楽町シネカノン限定イベント・2006年ドイツワールドカップでフランス代表が勝ち進むと割引を行うキャンペーンを実施、準優勝まで勝ち進んだので、2006年7月18日のみ割引料金1,000円（公式サイトキャンペーンページを印刷して持参が条件）で観賞出来るイベントを行った。
- サウンドトラックはスコットランドのグラスゴー出身のポストロックバンド「モグワイ（Mogwai）」が担当。